# Herb McKenley
Herbert Henry "Herb" McKenley, född 10 juli 1922 i Clarendon, död 26 november 2007 i Kingston, var en jamaicansk friidrottare.
McKenley blev olympisk mästare på 4 x 400 meter vid sommarspelen 1952 i Helsingfors.